# 南布里斯本
南布里斯本（英語：South Brisbane）是昆士蘭州府城布里斯本市的轄區之一，地處中央商業區內、布里斯本河之南；與北岸有兩座橋樑相通，許多大眾客運皆途經此地，座落著許多文教設施，亦屬府城鬧區之一。
據2006年普查，南岸常居人口有4,285。
2014年二十国集团布里斯班峰会在此举办，欧盟将在此次G20峰会推动通过《布里斯班行动计划》。。

## 畫廊

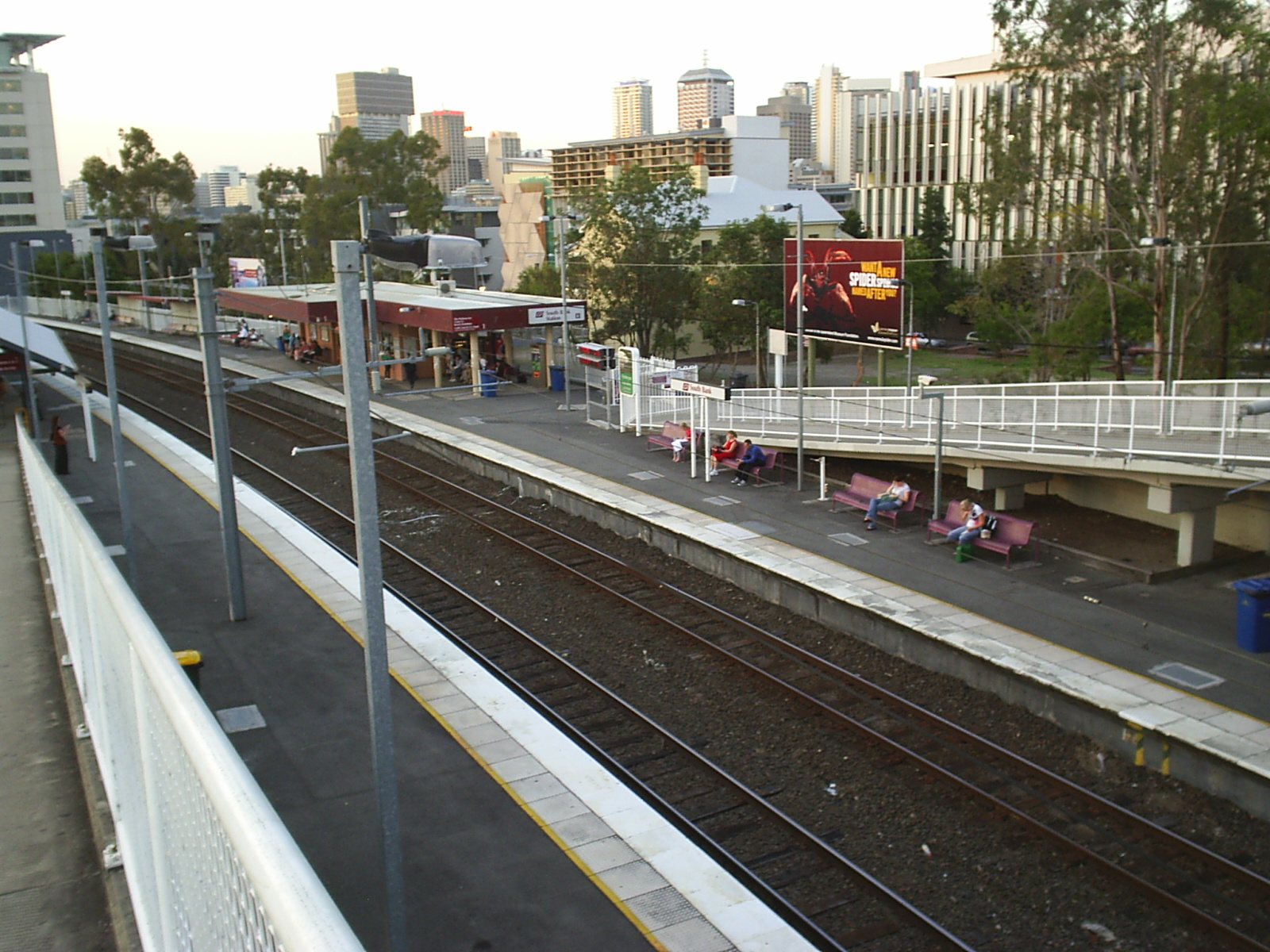
南岸內的鐵路客運設施
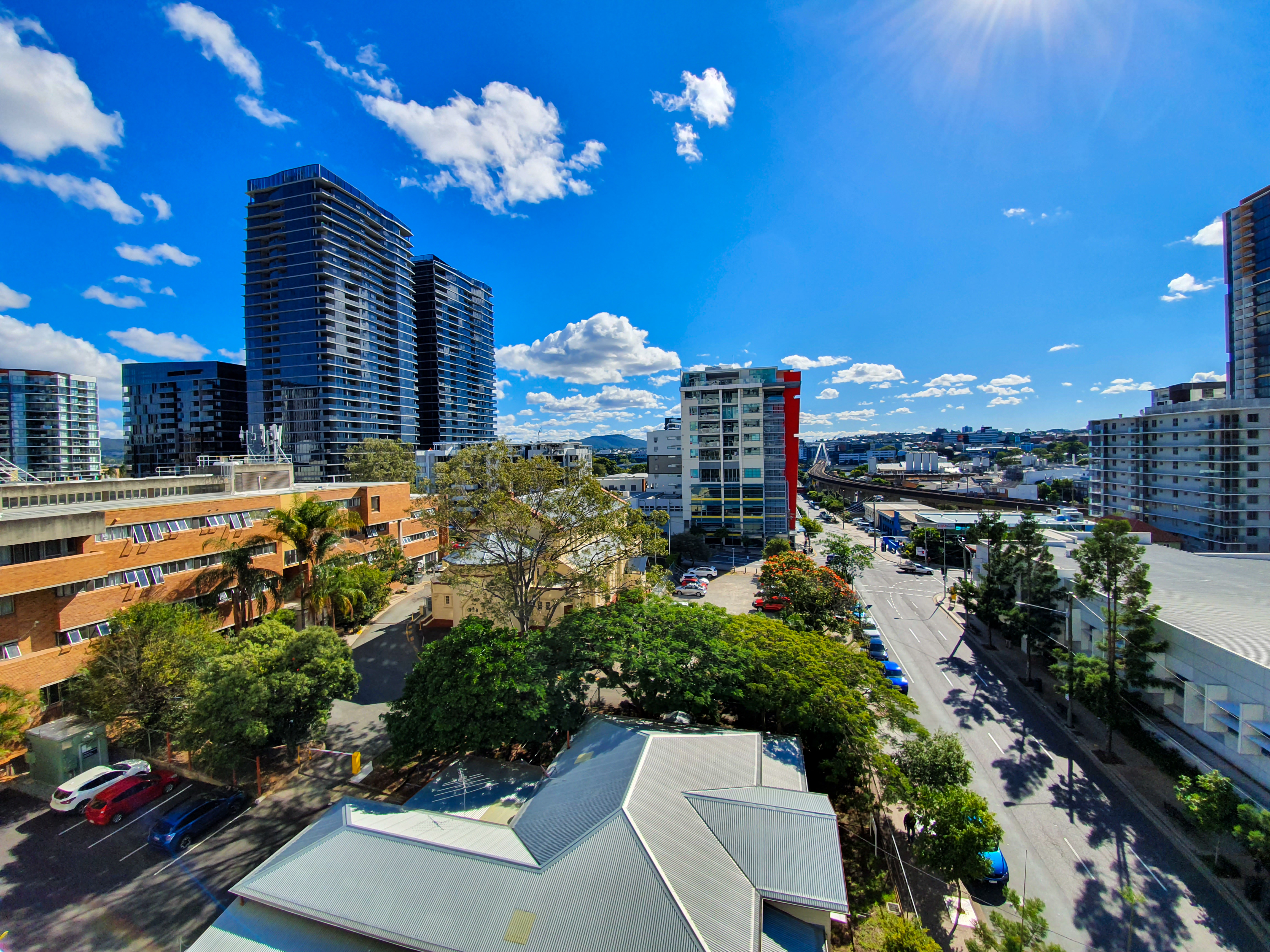
南布里斯本城市景觀
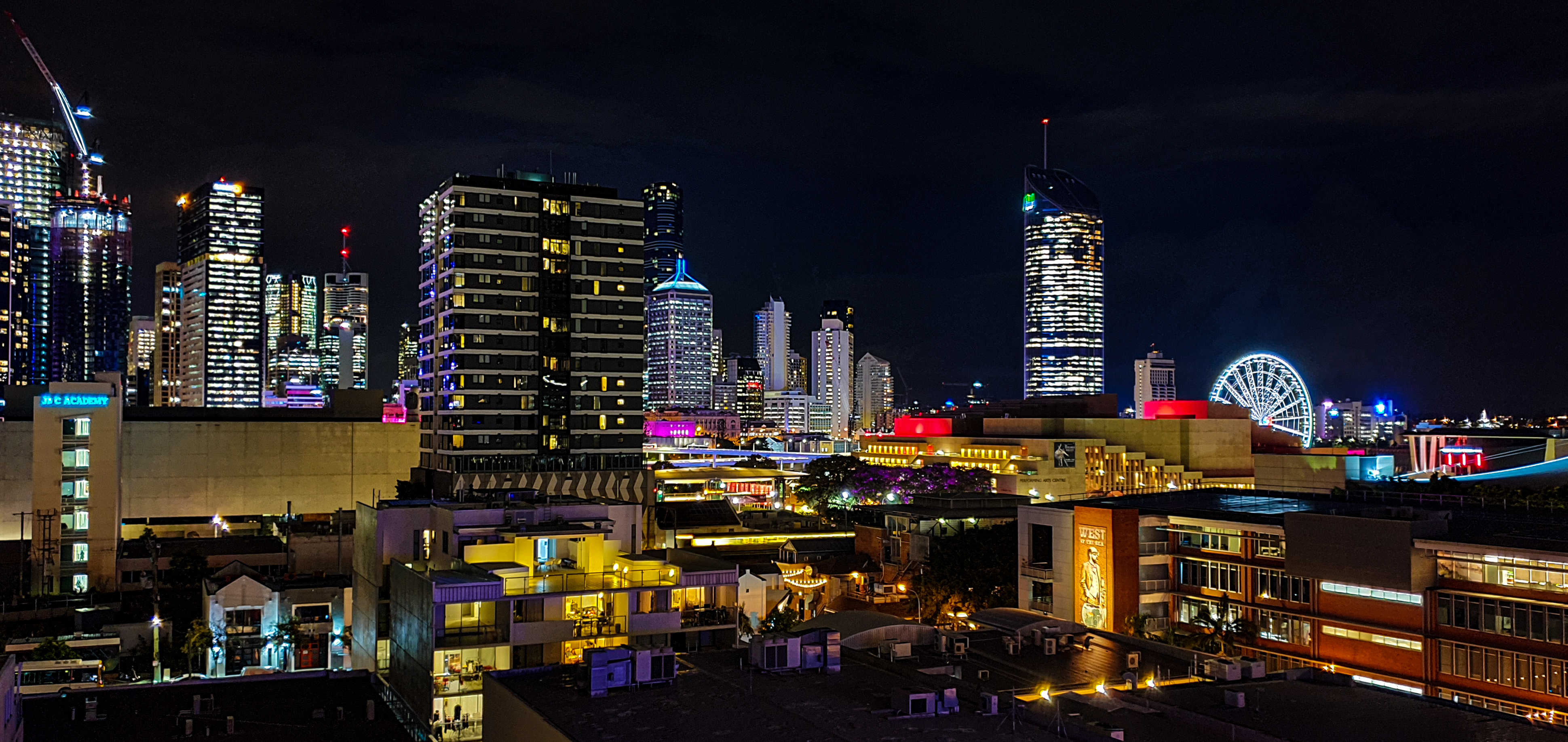
南布里斯本夜景
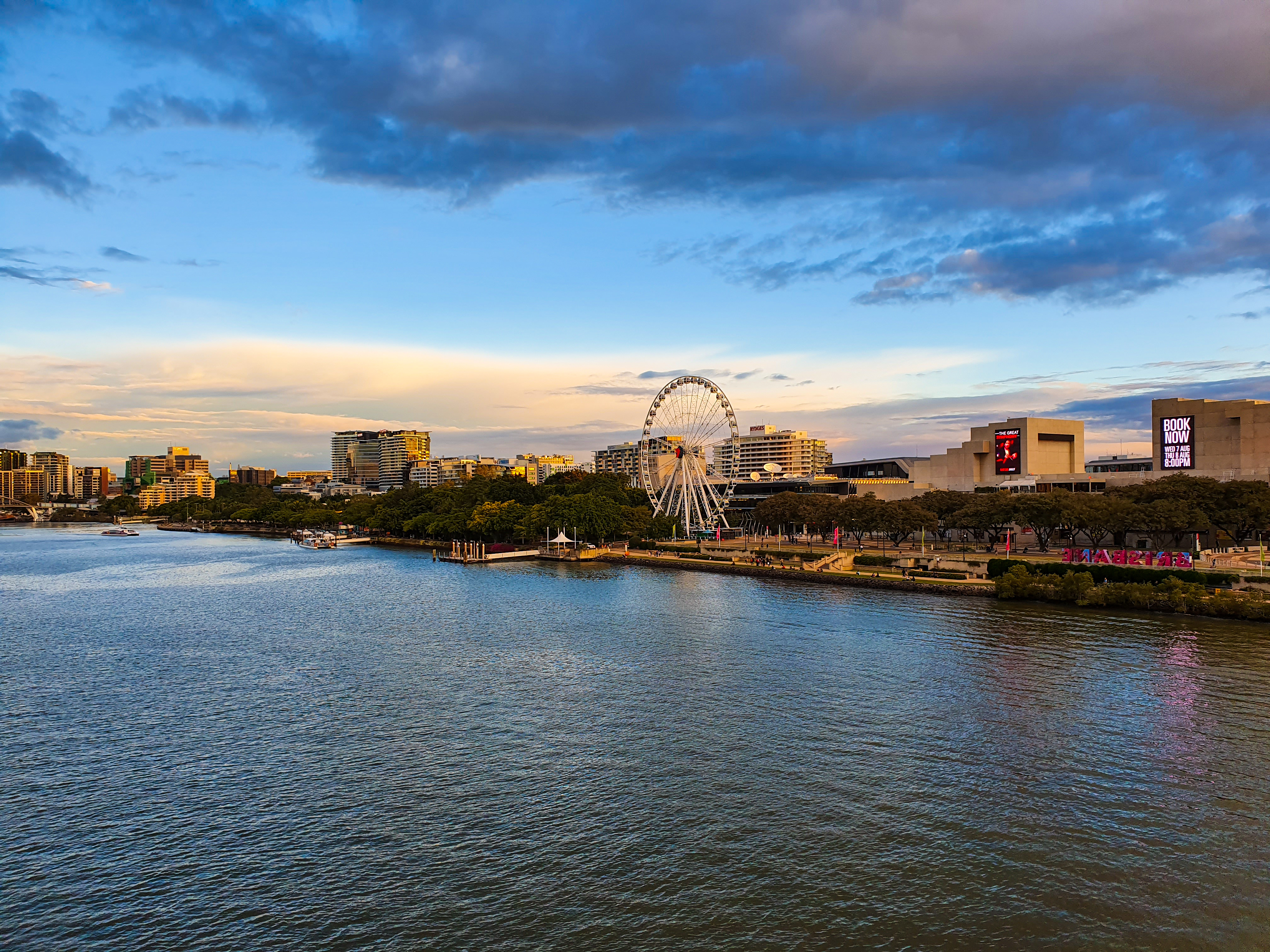
布里斯本河
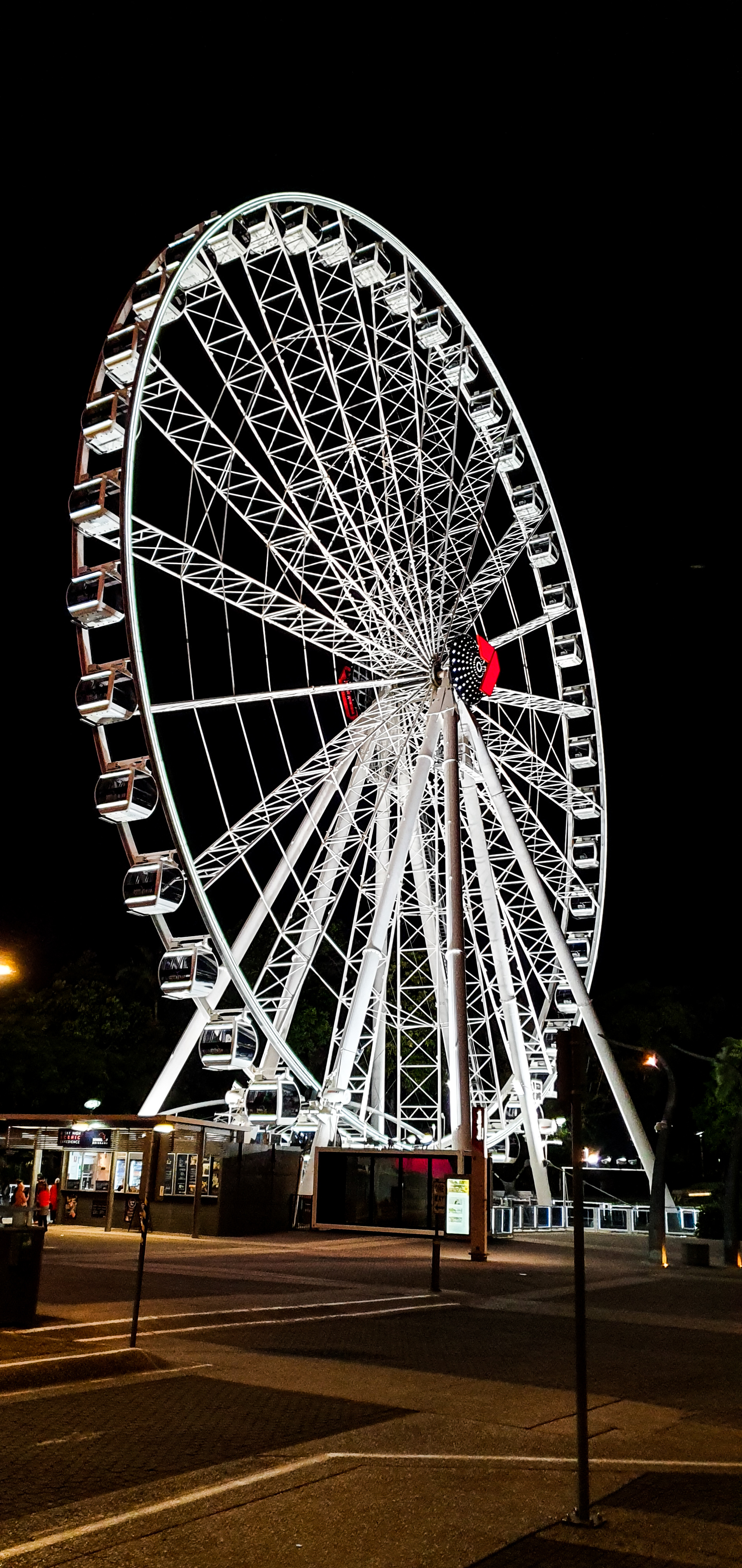
布里斯本之眼

## 外部連結
- 小史丹利街| 小作品圖示 | 这是一篇與相關的小作品。您可以编辑或修订扩充其内容。 |